# كارل هاريسون
كارل هاريسون (بالإنجليزية: Karl Harrison)‏ هو لاعب دوري الرغبي نيوزيلندي، ولد في 20 فبراير 1964 في ليدز في المملكة المتحدة.